# Losari (Pakis)
Losari is een bestuurslaag in het regentschap Magelang van de provincie Midden-Java, Indonesië. Losari telt 2653 inwoners (volkstelling 2010).